# Hemiaclis
Hemiaclis is een geslacht van weekdieren uit de klasse van de Gastropoda (slakken).

## Soorten
- Hemiaclis carolinensis (Bartsch, 1911)
- Hemiaclis georgiana (Dall, 1927)
- Hemiaclis incolorata (Thiele, 1912)
- Hemiaclis katrinae Engl, 2006
- Hemiaclis major Bouchet & Warén, 1986
- Hemiaclis obtusa Bouchet & Warén, 1986
- Hemiaclis ventrosa (Friele, 1876)